# Генералштаб Јапанске царске морнарице
Генералштаб Јапанске царске морнарице (јап. 軍令部 — гунрејбу) био је највиши оперативни и командни орган Јапанске царске морнарице од 1893. до 1945.
Основан је 1893. и преузео је оперативну функцију од Министарства морнарице које је задржало само управну власт. Генералштаб је био непосредно потчињен цару, а независан од министра, премијера, Кабинета и Парламента. Начелник Генералштаба и министар морнарице од 1937. били су чланови Врховне команде. Након пораза Јапанског царства у Другом свјетском рату, Генералштаб Јапанске царске морнарице је укинут новембра 1945.
Генералштаб је био организационо подијељен на четири одјељења: прво (операције), друго (оружје и кадар), треће (обавјештајна служба) и четврто (везе).